# ویلیام دبلیو. بلناپ
ویلیام وُرث بلناپ (William Worth Belknap)‏ (۱۹ سپتامبر ۱۸۲۹–۱۲ اکتبر ۱۸۹۰)، وکیل، سرباز ارتش اتحادیه، مدیر دولتی در ایالت آیووا و سیمین وزیر جنگ ایالات متحده در دوران ریاست جمهوری یولیسِز اس. گرانت بود. وی دوم مارس ۱۸۷۶ به اتهام دست داشتن در رسوایی «مرکز دادوستد» استیضاح شد.
بلناپ که اهل نیویورک بود در سال ۱۸۴۸ از دانشگاه پرینستون در رشته حقوق فارغ‌التحصیل شد و سپس در سال ۱۸۵۱ با مدرک وکالتی که از دانشگاه جورج‌تاون اخذ کرده بود به عضویت کانون وکلا درآمد. سپس به آیووا نقل مکان کرد و در آنجا به همراه رالف پی. لو به انجام امور حقوقی مشغول شد. بلناپ که خود دموکرات بود وارد عرصه سیاست شد و یک دوره نیز در مجلس نمایندگان آیووا خدمت کرد. با آغاز جنگ داخلی آمریکا در سال ۱۸۶۱، بلناپ به ارتش اتحادیه پیوست. او با آن قد بلند و اندام ورزیده‌اش در ارتش اتحادیه ذاتاً نقش یک رهبر را ایفا می‌کرد و در جذب نیروها موفق بود. بلناپ که از کارآزموده‌ترین اعضای شبه‌نظامی آیووا به‌شمار می‌رفت، توانست به درجه کاپیتانی نائل شود و فرماندهی هنگ پانزدهم نیروهای داوطلب پیاده‌نظام آیووا را بر عهده بگیرد. او در درگیری‌های متعددی از جمله نبرد شایلو و جنگ کرینت در مقام فرمانده هنگ، تیپ، لشکر و سپاه حضور داشت و در رده‌های بالای ستادی خدمت کرد. با پایان یافتن جنگ، بلناپ به درجه سرتیپی نیروهای داوطلب ارتقا یافت و درجه سرلشکری نیز به صورت افتخاری به وی اعطا شد.
او که پیشنهاد شغل دائم در ارتش آمریکا را نپذیرفته بود از سوی رئیس‌جمهور اندرو جانسون مسئول جمع‌آوری درآمدهای مالیاتی ایالت آیووا شد و به مدت چهار سال با افتخار در این سمت خدمت کرد. در سال ۱۸۶۹، رئیس‌جمهور یولیسز اس. گرانت او را به عنوان وزیر جنگ منصوب کرد. بلناپ در دوران تصدی این وزارتخانه دستور داد تا به مناسبت برگزاری نمایشگاه سده استقلال آمریکا تصویری از چهره تمام وزرای پیشین تهیه شود. علی‌رغم آنکه ایالات متحده آمریکا در جنگ فرانسه و پروس ظاهراً اعلام بی‌طرفی کرده بود ولی بلناپ به‌طور مستقیم در فروش تسلیحات و مهمات به فرانسه دخالت داشت، از این رو در سال ۱۸۷۱ از سوی کنگره مورد تحقیق و تفحص قرار گرفت. طی همان سال او اقدام به جمع‌آوری کمک برای قربانیان آتش‌سوزی فجیع شیکاگو نمود. در دوران بازسازی، وزرات جنگ تحت سرپرستی بلناپ به همراه ارتش آمریکا و با نظارت رئیس‌جمهور یولیسز اس. گرانت و دفتر دادستانی کل، اقدام به اشغال ایالات مؤتلفه نمودند و تلاش کردند تا در اقتصاد و دولت تغییراتی اعمال کنند و در همان حال در برابر شورش‌هایی که روز به روز شدت می‌گرفت، محافظ آزادی باشند. در واقع با اینکه اغلب دموکرات‌ها مخالف سیاست‌های بازسازی گرانت بودند، بلناپ از آن حمایت می‌کرد.
در سال ۱۸۷۵ و پس از کشف طلا، گرانت، بلناپ و سایر اعضای دولت طی توافقی مخفیانه تصمیم گرفتند تا نیروها را از بلک هیلز خارج کنند. ایالات متحده در راستای اجرای بخشی از توافقنامه‌ای که با بومیان لاکوتا داشت، وظیفه حفاظت از آن منطقه را در برابر مهاجران سفیدپوست عهده‌دار شد. با خروج نیروهای نظامی، تب طلا مهاجران سفیدپوست را به آنجا کشاند. از آنجاییکه بومیان حاضر به فروش زمین‌های مقدس خود نشدند، دولت به‌طور غیررسمی کنترل آن مناطق را در دست گرفت. در سال ۱۸۷۶، رسوایی مرکز داد و ستد در فورت‌سیل منجر به برکناری ناگهانی بلناپ، استیضاحش توسط مجلس نمایندگان (که در کنترل دموکرات‌ها بود) و محاکمه او از سوی سنا شد. در حالی که اکثریت نمایندگان به محکومیت وی رأی دادند ولی به علت عدم حصول حدنصاب دو سوم آراء، بلناپ تبرئه شد. پرونده او در دادگاه فدرال واشینگتن دی. سی نیز با دستور قاضی آرتور مک‌آرتور، پدربزرگ ژنرال داگلاس مک‌آرتور، مختومه شد.
بدین‌ترتیب بلناپ در واشینگتن انجام امور حقوقی و وکالت را از سرگرفت؛ او همچنین یکی از محبوب‌ترین کهنه‌سربازان جنگ داخلی بود و تا زمانی که در اثر حمله قلبی در سال ۱۸۹۰ درگذشت، به فعالیت‌هایش ادامه داد. یکی از تاریخ‌نویسان بلناپ را مردی توصیف می‌کند که توأمان دارای فضیلت و رذیلت بوده‌است؛ یک وکیل، دولتمرد و افسر نظامی شایسته و مستعد که فساد شخصیش بر ویژگی‌های مثبت او سایه افکند. تا جاییکه بسیاری از مورخان دلاوری‌های او را در جنگ داخلی به دست فراموشی سپرده‌اند.

## اوایل زندگی و حرفه
ویلیام ورث‌بلناپ در ۲۲ سپتامبر ۱۸۲۹ در شهر نیوبرگ از توابع نیویورک متولد شد. او فرزند ویلیام جی. بلناپ و آنه کلارک بلناپ بود. پدرش نظامی بود و در جنگ ۱۸۱۲، نبرد فلوریدا و جنگ آمریکا و مکزیک حضور مقتدرانه‌ای داشت. بلناپ در مدارس محلی نیوبرگ تحصیل کرد و در سال ۱۸۴۸ از دانشگاه پرینستون فارغ‌التحصیل شد. او در پرینستون با هیستر کلایمر، از نمایندگان دموکرات کنگره که بعدها پیگیری ماجرای فساد در وزارت جنگ را در زمان تصدی بلناپ بر عهده داشت و همچنین وزیر نیروی دریایی کابینه گرانت یعنی جورج ام. رابسون هم دوره بود. البته جورج یک سال بعد از کلایمر و بلناپ وارد پرینستون شد. بلناپ پس از فارغ‌التحصیلی از این دانشگاه، در جورج‌تاون و نزد حقوقدانی به نام هیو ای. کاپرتون به تحصیل حقوق پرداخت. پس از موفقیت در آزمونی که در سال ۱۸۵۱ توسط قاضی ویلیام کرانچ برگزار شد به عضویت کانون وکلای واشینگتن دی. سی درآمد و سپس به دنبال یافتن جایی برای زندگی و کار رفت.
او عازم غرب و شهر کیکوک در ایالت آیووا شد و به همراه رالف پی. لو کار مشترکی را آغاز کرد. از آنجاییکه تصمیم داشت برای همیشه در آیووا بماند، در سال ۱۸۵۱ خانه‌ای در کیکوک بنا کرد. وی به حزب دموکرات ملحق شد و از ۱۸۵۷ تا ۱۸۵۸ برای یک دوره در مجلس نمایندگان ایالت آیووا حضور داشت. از بلناپ به عنوان یکی از رهبران دموکرات‌ها در آیووا یاد می‌شود که در مسیر پیشرفت و ترقی قرار داشت. او همچنین به گروهی از شبه‌نظامیان به نام «تفنگداران شهر» پیوست و در آنجا به درجه سروانی نائل شد.

## خانواده و ازدواج
بلناپ در سال ۱۸۵۴ با کورا لیروی ازدواج کرد که در ۱۸۶۲ از دنیا رفت. آنها یک فرزند مشترک به نام هیو آر. بلناپ داشتند که بعدها نمایندگی ایالت ایلینوی را در مجلس ایالات متحده آمریکا بر عهده گرفت. بلناپ در ژانویه ۱۸۶۹ با کاریتا اس. تاملینسون که اهل کنتاکی بود، وصلت کرد. این زن اندکی پس از زایمان در دسامبر ۱۸۷۰ بر اثر بیماری سل درگذشت.
بدین‌ترتیب بلناپ بار دیگر در ۱۱ دسامبر ۱۸۷۳ با خواهر همسر دومش، آماندا (تاملینسون) باوِر ازدواج کرد که او نیز بیوه بود. آنها صاحب یک دختر به نام آلیس بلناپ شدند که در ۲۸ نوامبر ۱۸۷۴ به دنیا آمد. او به دلیل زیبایی خیره‌کننده‌اش، یکی از محبوب‌ترین دختران واشینگتن به‌شمار می‌رفت. گفته می‌شد که در سال ۱۸۹۷ برای نامزدی با پائول می، وابسته سیاسی دولت بلژیک در واشینگتن، به یهودیت گرویده بود. البته یک سال بعد، این نامزدی برهم خورد و آلیس بلناپ در ژوئن ۱۸۹۸ با ویلیام بارکلی هنری که از اهالی فیلادلفیا بود، پیوند زناشویی بست.

## جنگ داخلی آمریکا
هنگامی که جنگ داخلی آمریکا آغاز شد، بلناپ به عنوان یک دموکرات حامی جنگ همچنان به آرمان‌های اتحادیه وفادار ماند. وی در پاییز ۱۸۶۱ به ارتش اتحادیه ملحق شد، درجه سرگردی گرفت و در تاریخ ۷ دسامبر مأموریت یافت تا نیروهای داوطلب پانزدهم پیاده‌نظام آیووا را جمع‌آوری و تجهیز کند. بلناپ در قامت مردی تنومند، جذاب و مقبول، کاملاً با دشواری‌های حرفه نظامی خود گرفته بود. او با حدود ۲ متر قد و ۹۰ کیلوگرم وزن، چشمان آبی، موهای روشن، ریش و سبیل ذاتاً رهبر بود و «شمایل بی‌نظیری از مردانگی آمریکایی‌های ساکسون‌تبار» را به نمایش می‌گذاشت. به علاوه، سخنوری و قدرت اقناعی که بلناپ به عنوان یک وکیل از آن بهره می‌برد، از او فردی تأثیرگذار در جذب نیروهای نظامی ساخته بود. بلناپ یک سرباز حقیقی بود که از قدرت رهبری، صدای رسا و تجربه‌اش درگروه‌های شبه‌نظامی برای تربیت سربازان تازه‌نفس بهره می‌گرفت.

## حرفه مؤخر
تحقیق و تفحص سنا از بلناپ، اعتبار او را خدشه‌دار کرد. از این رو وی با عزیمت به فیلادلفیا به دنبال راهی برای رهایی از گزند تجسس و ناخشنودی جامعه واشینگتن بود. ازدواج خانم و آقای بلناپ همچنان پابرجا بود؛ آماندا و فرزندانش به کتس‌کیل و کانی‌آیلند و جاهای دیگر سفر کردند و بلناپ نیز گاهی به دیدار آنها می‌رفت. او بعدها ساکن کیکوک شد و در آنجا به امور حقوقی پرداخت که بخش عمده‌اش به راه‌آهن مربوط می‌شد. اگر چه دیگر جایی در دولت یا سیاست نداشت ولی اغلب اوقات برای ملاقات با مراجعانش به واشینگتن می‌رفت و در آنجا نیز دفتر کار و اقامتگاه داشت.
سال‌ها پس از ماجرای استیضاح، همچنان به واسطه فسادی که به او نسبت داده می‌شد اعتبار عمومیش مخدوش بود. در رقابت‌های انتخاباتی ۱۸۸۰ بلناپ از جمله کسانی بود که مجله PUCK در مخالفت با انتخاب یولیسز اس. گرانت برای سومین دوره، با درج تصویر کاریکاتوری‌شان، آنها را مورد نکوهش و استهزاء قرار داد.
البته در سال ۱۸۸۰، مورخی به نام اینگرسون به دفاع از بلناپ برخاست و گفت: «ژنرال بلناپ از آزمونی دشوار سربلند بیرون آمد با «انبوهی از دوستانی» که همچنان از او حمایت می‌کنند به ویژه رفقای قدیمیش در ارتش و تمام کسانی که با منش او در انجام امور وزارت جنگ آشنا بودند. این افراد به انضمام طیف گسترده‌ای از مقامات باور دارند که به او تهمت‌های بسیاری روا شده‌است».
بلناپ همچنان در میان سربازان قدیمی هم‌دوره‌اش در جنگ داخلی محبوب بود. در سال ۱۸۸۷، بلناپ کتاب «تاریخچه هنگ پانزدهم، کهنه‌سربازان داوطلب پیاده‌نظام آیوو» ا را تألیف کرد.

## وفات
بلناپ روز یکشنبه ۱۲ اکتبر ۱۸۹۰ در اثر حمله قلبی شدید در واشینگتن دی. سی درگذشت. براساس اعلام روزنامه نیویورک تایمز مرگ وی روز یکشنبه بین ساعت ۱ تا ۹ بامداد در حالی که او در منزل شخصیش واقع در ساختمان ایوانز خیابان نیویورک تنها بوده، رخ داده‌است.
بلناپ در ۱۶ اکتبر ۱۸۹۰ در بخش ۱ در گورستان ملی آرلینگتون به خاک سپرده شد. اجرای مراسم تدفین او را کلیسای اسقفی سنت‌جان بر عهده داشت.

## ارجاعات
1. ↑  Dictionary of American Biography (1936), William Worth Belknap
2. ↑  "Belknap's Sudden Death", New York Times (October 14, 1890)
3. ↑  Glass 2017.
4. 1 2  Gen. Belknap's Career.
5. ↑  Agency, Iowa Legislative Services. "State Representative".
6. ↑  Ingersoll 1880, p. 566.
7. ↑  Cooper 2003, p. 61.
8. ↑  Koster (2010), pp. 59–60.
9. ↑  The History of Lee County, Iowa: Containing a History of the County, Its Cities, Towns, Etc. Western Historical Company. 1 January 1879 – via Internet Archive. alice belknap marriage.
10. ↑  Grimmett, Richard F. (1 January 2009). St. John's Church, Lafayette Square: The History and Heritage of the Church of the Presidents, Washington, D.C. Hillcrest Publishing Group. ISBN 978-1-934248-53-9 – via Google Books.
11. ↑  Form: An Illustrated Weekly Pub. Every Sat. in the Interests of American Society at Home and Abroad
12. ↑  "Miss Belknap's Engagement". Chicago Tribune. October 25, 1896. p. 1.
13. ↑  "The Capital". Capital Publishing Company. 1 January 1897 – via Google Books.
14. ↑  "The Capital". Capital Publishing Company. 1 January 1898 – via Google Books.
15. ↑  Cooper 2003, p. 58.
16. ↑  Cooper 2003, pp. 64–65.
17. ↑  Ingersoll (1880), pp. 566–577
18. ↑  Cooper (2003) William Worth Belknap: An American Disgrace, pp. 312–313
19. 1 2  Sloat 2017.
20. ↑  "A Model Grant Procession: A Forecast of the Campaign for Empire in 1884". The Boston Globe. Boston, MA. October 13, 1880. p. 5 – via Newspapers.com.
21. ↑  Nowlan, Robert A. (2016). The American Presidents From Polk to Hayes. Denver: Outskirts Press, Inc. p. 498. ISBN 978-1-4787-6572-1.
22. ↑  Ingersoll 1880, pp. 569–571.
23. ↑  The Milwaukee Journal, "Dying A Solitary Death"
24. ↑  "Burial Detail: Belknap, William Worth (Section 1, Grave 132)". ANC Explorer. Arlington National Cemetery. Retrieved 19 December 2020.

### کتاب‌ها
- Behncke, Ted; Bloomfield, Gary (2020). Custer. Philadelphia & Oxford: Casemate. ISBN 978-1-61200-889-9.
- Belknap, William W.; Tyler, Loren S. (1887).  William W. Belknap (ed.). History of the Fifteenth Regiment, Iowa Veteran Volunteer Infantry. Keokuk, Iowa: R.B. Ogden & Son, Print.
- Brands, H. W. (2012). The Man Who Saved the Union: Ulysses S. Grant in War and Peace. New York: Doubleday. ISBN 978-0-385-53241-9.
- Bonekemper, Edward H. (2012). Grant and Lee. Washington, DC: Regnery History. ISBN 978-1-62157-010-3.
- Cooper, Edward S. (2003). William Worth Belknap: an American Disgrace. Cranbury, New Jersey: Rosemont Publishing & Printing Corp. ISBN 0-8386-3990-9.
- Chernow, Ron (2017). Grant. New York: Penguin Press. ISBN 978-1-59420-487-6.
- Coakley, Robert W. (1988).  Davis S. Trask (ed.). The Role of Federal Military Forces in Domestic Disorders, 1789–1878. Army Historical Series. Washington, D.C.: Center of Military History United States Army.
- Dawson III, Joseph G. (1982). Army Generals and Reconstruction: Louisiana, 1862–1877. Louisiana State University: Louisiana State University Press. ISBN 978-0-8071-1960-0.
- Donovan, James (2008). -9780316155786 A Terrible Glory: Custer and the Little Bighorn. New York City: Little, Brown, and Company. ISBN 978-0-316-15578-6. {{cite book}}: Check |url= value (help)
- Hinds, Asher C. (1907). Hinds' Precedents of the House of Representatives of the United States. Vol. III. Washington, D.C.: US Government Printing Office. pp. 903–903, 922, 934.
- Hofling, Charles K. (1981). Custer and the Little Big Horn: A Psychobiographical Inquiry. Detroit: Wayne State University Press. ISBN 0-8143-1814-2.
- Ingersoll, L.D. (1880). A History of the War Department of the United States. Washington D.C.: Francis B. Mohun. pp. 566–571.
- Lamphier, Peg A. (2003). Kate Chase and William Sprague: Politics and Gender in a Civil War Marriage. Lincoln, Nebraska: University of Nebraska Press. ISBN 0-8032-2947-X.
- McFeely, William S. (1981). Grant: A Biography. New York City: W.W. Norton & Company, LTD. ISBN 0-393-01372-3.
- Miller, Donald L. (2019). Vicksburg: Grant's Campaign That Broke the Confederacy. Simon and Schuster. ISBN 978-1-4516-4137-0.
- Purcell, L. Edward (2008).  David Hudson; Marvin Bergman; Loren Horton (eds.). The Biographical Dictionary of Iowa. Iowa City: University of Iowa Press. pp. 33–34. ISBN 978-1-58729-685-7.
- Smith, Jean Edward (2001). Grant. New York City: Simon & Schuster. ISBN 0-684-84927-5.
- White, Ronald C. (2016). American Ulysses: A Life of Ulysses S. Grant. Random House Publishing Group. ISBN 978-1-58836-992-5.

### مقالات
- Koster, John (June 2010). "The Belknap Scandal Fulcrum to Disaster". Wild West: 58–64.

### روزنامه‌ها
- "Belknap's Sudden Death" (PDF). New York Times. October 14, 1890. Retrieved 2012-03-20.
- "Gen. Belknap's Career" (PDF). New York Times. March 3, 1876.
- "A Sad Week For The Capital" (PDF). New York Times. March 6, 1876.
- Sloat, Jerry (January 26, 2017). "Belknap was one of Keokuk's colorful citizens". Fort Madison Daily Democrat. Fort Madison, Iowa.
- "The War Department. Annual Report of the Secretary of War on the Operations of the Department for the Year 1871" (PDF). New York Times, New York. December 4, 1871.

### دیکشنری‌ها
- Rossiter Johnson, ed. (1906). Biographical Dictionary of America Belknap, William Worth. Boston: American Biographical Society. pp. 280–281.
- Dictionary of American Biography William Worth Belknap. New York City: Charles Scribner's Sons. 1936.
- Chisholm, Hugh, ed. (1911). "Belknap, William Worth" . Encyclopædia Britannica (به انگلیسی). Vol. 3 (11th ed.). Cambridge University Press. p. 684.

### اینترنت
- Glass, Andrew (May 5, 2017). "Senate holds former war secretary's impeachment trial, May 4, 1876". politico.com.
- Belknap, Andra (January 14, 2021). "Congress impeached and tried my ancestor after he left office. Trump could be next". USA Today. Retrieved May 23, 2021.
- Gaard, Tom (January 23, 2021). "Trump impeachment resurfaces Iowan William Belknap's roller-coaster 19th-century story". Des Moines Register. Retrieved May 14, 2021.